# Kanton Longué-Jumelles
Kanton Longué-Jumelles (fr. Canton de Longué-Jumelles) je francouzský kanton v departementu Maine-et-Loire v regionu Pays de la Loire. Tvoří ho osm obcí.

## Obce kantonu
- Blou
- Courléon
- La Lande-Chasles
- Longué-Jumelles
- Mouliherne
- Saint-Philbert-du-Peuple
- Vernantes
- Vernoil-le-Fourrier